# Mormântul lui Mihai Viteazul

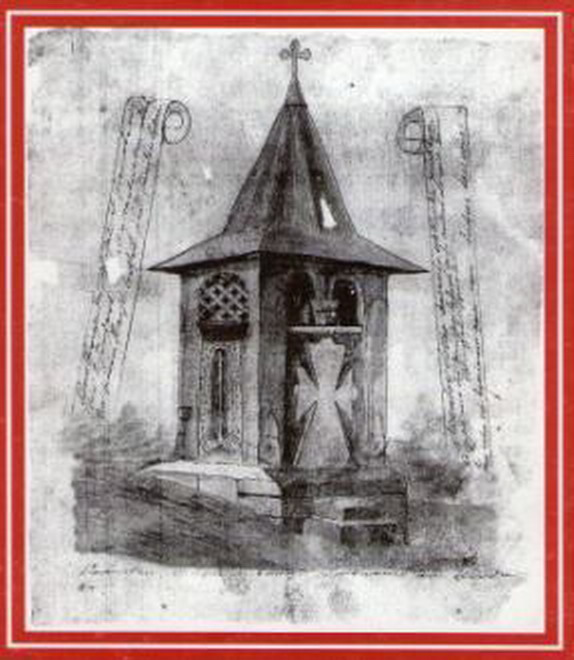
Capela Doamnei Stanca (reconstituire)

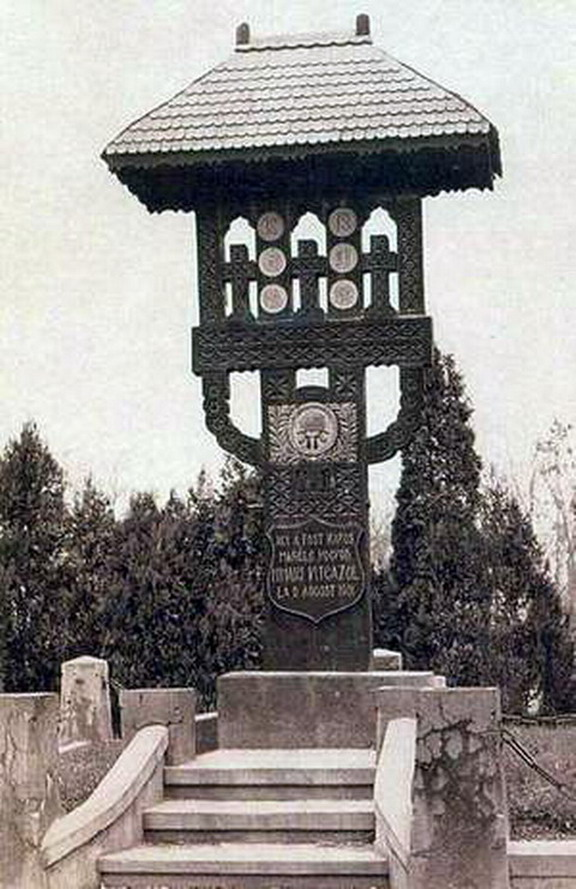
Troița plasată în trecut pe mormântul lui Mihai Viteazul (în prezent se află la Muzeul de Istorie)

Obeliscul actual de pe mormântul lui Mihai Viteazul

Mormântul lui Mihai Viteazul se află la 3 km sud de centrul municipiului Turda (pe Aleea Obeliscului). Aici a fost îngropat trupul lui Mihai Viteazul (capul a fost dus la Mănăstirea Dealu de lângă Târgoviște, fosta capitală a Țării Românești). Trupul lui Mihai Viteazul este îngropat în zona numită Câmpia Turzii, nu în orașul Câmpia Turzii.

## Istoric
Inițial, pe acest loc, soția sa Doamna Stanca, cu învoirea principelui Transilvaniei Gabriel Báthory, a ridicat o capelă în stil bizantin, distrusă de un fulger în anul 1830. Capela a fost realizată sub forma unui turn scund, așa cum este reprezentată pe o acuarelă realizată în 1820, achiziționată de istoricul turdean István Téglás (1853-1915), apoi de contele József Kemény (1795-1855) din Luncani.
Spre sfârșitul secolului al XIX-lea, preotul greco-catolic Vasile Moldovan din localitatea Sânmihaiu, azi comuna Mihai Viteazu, a cumpărat terenul cu mormântul, spre a-l feri de alte profanări.
Pe locul fostei capele, a fost realizată în anul 1928 de către Comitetul Femeilor Române din Turda o troiță din lemn, la recomandarea și la dorința Regelui Ferdinand I, exprimată la vizita sa, împreună cu Regina Maria, prin Turda în anul 1919. Realizarea Troiței a fost posibilă și cu sprijinul „Societății monumentelor istorice” din București. Troița de lemn, în prezent expusă la Muzeul de Istorie din Turda (din anul 1977), este lucrată în stil popular. Ea are gravată inscripția: „Aici a fost răpus marele voievod Mihai Viteazul la 9 august 1601”.
Monumentul nou (obeliscul) a fost inaugurat pe data de 5 mai 1977. Înalt de 1601 cm (cifra evocă anul morții 1601), obeliscul este opera sculptorului Marius Butunoiu. Este confecționat din beton armat, placat cu travertin de Rușchița, pe un soclu dreptunghiular din tuf vulcanic. Are trei laturi, simbolizând cele trei principate unite sub Mihai Viteazul în anul 1601. La baza fiecărei laturi se află stemele celor trei principate, executate din marmură albă de Simeria (la fel ca și placa mormântului) de către artistul clujean Vasile Rus-Batin. Placa are sculptat sigiliul lui Mihai Viteazul și inscripția „Aici odihnește Mihai Viteazul (1593-1601) Domn al Țării Românești, al Ardealului și a toată Țara Moldovei” apoi sunt trecute luptele sale eroice de la Nicopole,  Călugăreni, Șelimbăr, Mirăslău, Gurăslău.
În vecinătatea monumentului, a fost construită în anul 2005 Biserica Mihai Vodă, copie a bisericii Mănăstirii Mihai Vodă ridicată la București de către Mihai Viteazul.

## Galerie de imagini

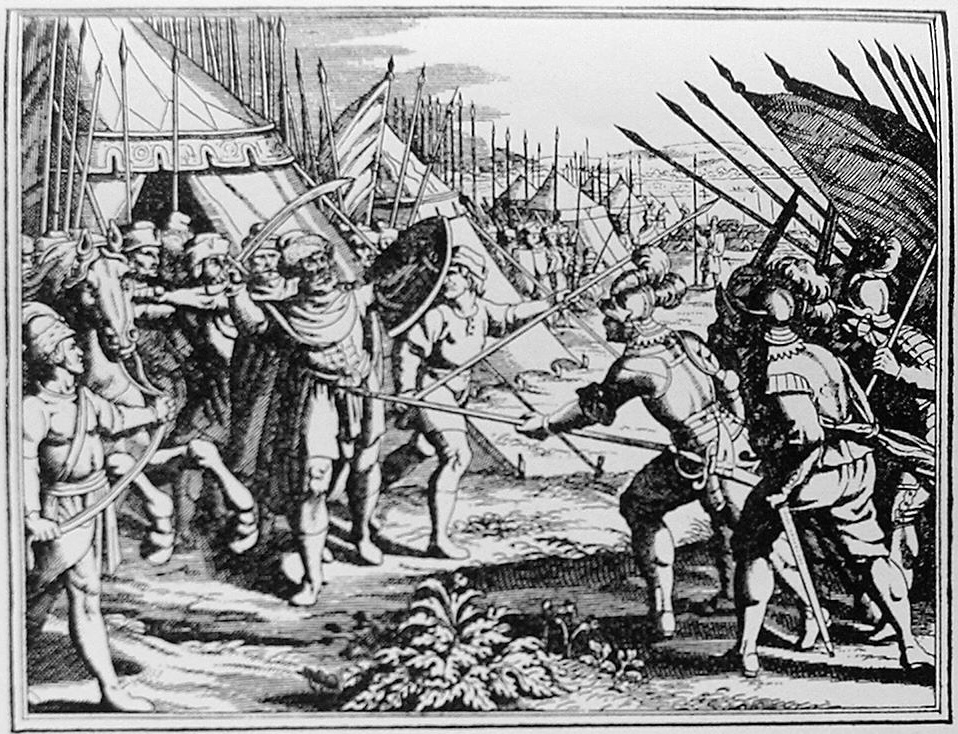
Uciderea lui Mihai Viteazul la Turda (gravură realizată la Leiden - Olanda, 1703)
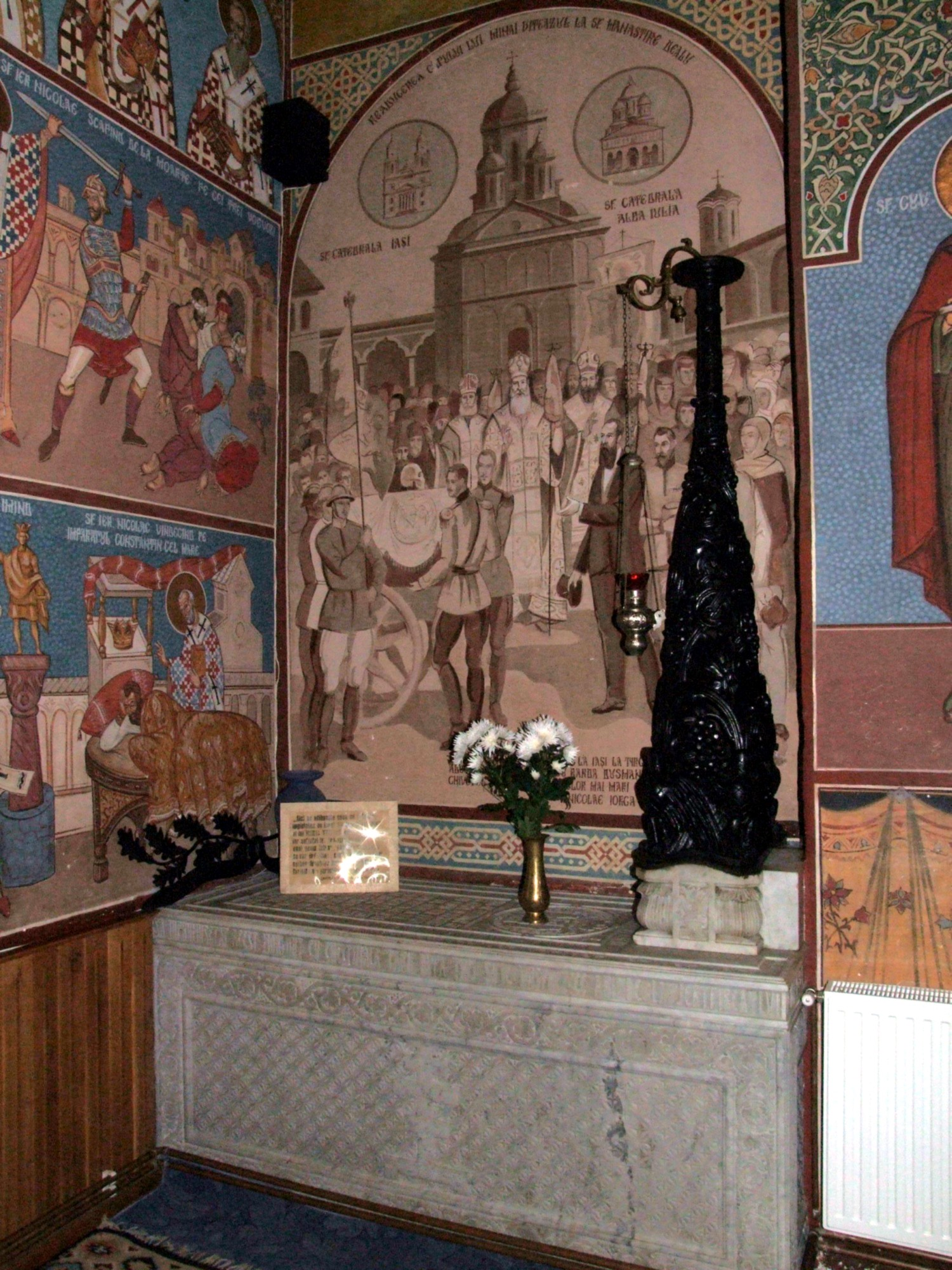
Mormântul capului lui Mihai Viteazul de la Mănăstirea Dealu